# نارگوتروند
نارگوتروند نام سرزمینی خیالی بر اساس داستانی از تالکین می‌باشد.
دژ مستحکم و قلمروی پادشاهی فین‌رود فلاگوند، که با تقلید از تالارهای منه‌گروت در دوریات توسط او ساخته شد. دژ نارگوتروند زیر صخره‌های تائور-ان-فاروت حجاری و کنده شده بود و تنها راه دسترسی به آن راه باریکی بود که در حاشیهٔ بالایی رودخانه ناروگ ساخته بودند.
مگر در اواخر تاریخش، هیچ پلی روی رودخانهٔ این دژ ساخت نشده بود، مدت طولانی دژ را از مورگوت پنهان نگاه داشتند و سال‌ها فینرود، خردمندانه آن را اداره می‌کرد. وقتی در جستجوی سیلماریل شکست خورد، برادر او اورودرت، پسران غاصب فئانور، کله گروم و کوروفین را تبعید کرد و پادشاه نارگوتروند شد.
زمین‌های شمالی دژ، جزئی از قلمروی پادشاهی محسوب می‌شدند و مردم نارگوتروند مراقبت بی‌وقفه‌ای از زمین‌های علف‌زار شمال انجام می‌دادند، زمین‌هایی که نام آن تالات دیرنن یا زمین محافظت شده بود.
وقتی تورین در نارگوتروند ساکن شد، الف‌ها را متقاعد ساخت که سیاست پنهان‌کاری‌شان را به حملات آشکار بر ضد نیروهای مورگوت تغییر دهند؛ بنابراین فرمانروای تاریکی محل شهر را کشف کرد و سپاهی را تحت فرماندهی گلائرونگ اژدها برای غارت و نابودی آن فرستاد.